# 霍尔顿·索普
霍尔顿·索普（英語：Holden Thorp，1964年8月16日—）是一位美国化学家、教授和企业家，曾任北卡罗来纳大学教堂山分校第十任校长，2019年8月起任《科学》期刊總編輯。